# Handest
Handest er en by i den sydligste del af Himmerland med 236 indbyggere  (2024), beliggende 6 km nordvest for Fårup, 22 km nordvest for Randers, 18 km sydvest for Mariager og 9 km syd for Hobro. Byen hører til Mariagerfjord Kommune og ligger i Region Nordjylland. I 1970-2006 hørte byen til Hobro Kommune.
Handest hører til Glenstrup Sogn. Glenstrup Kirke ligger i landsbyen Glenstrup 3 km nordøst for Handest.

## Historie
I 1901 beskrives Handest således: "Handest (1312: Halnest, 1452: Hannest, 1524: Hanlest), ved Landevejen, med Skole og Forsamlingshus (opf. 1896);" Det lave målebordsblad fra 1900-tallet viser desuden Gjeddesdal Mejeri.

### Mariagerbanen
Handest fik station på Mariager-Fårup-Viborg Jernbane, der blev indviet i 1927. Banen blev nedlagt i 1966, og på strækningen Mariager-Fårup fortsatte godstrafikken til 1985. Men allerede i 1970 kunne Dansk Jernbane-Klub indvie Mariager-Handest Veteranjernbane (MHVJ). Stationsbygningen i Handest er bevaret på Randersvej 125 B og er veteranbanens endestation. Skinnerne ligger stadig mellem Handest Station og Fårup Station.